# Phacellus boryi
Phacellus boryi är en skalbaggsart som först beskrevs av Hippolyte Louis Gory 1832.  Phacellus boryi ingår i släktet Phacellus och familjen långhorningar.
Artens utbredningsområde är Surinam. Inga underarter finns listade i Catalogue of Life.